# 카트린 삼바 판자

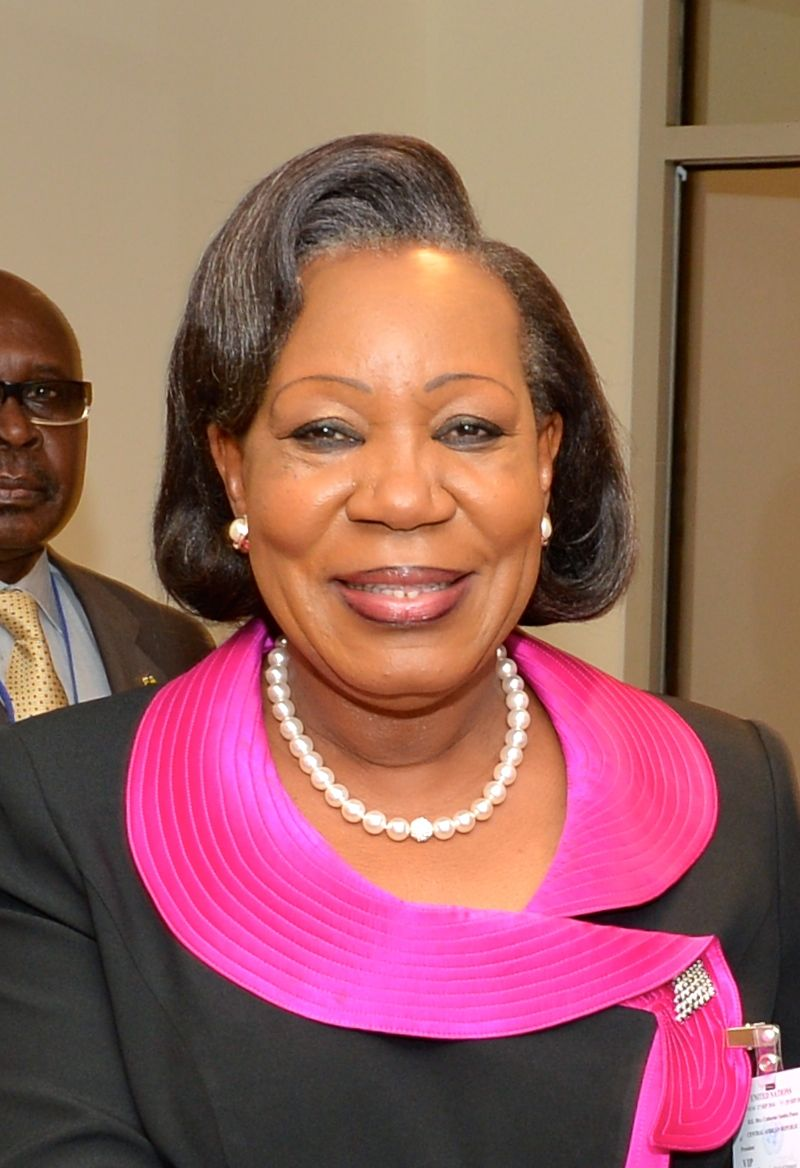
카트린 삼바 판자

카트린 삼바 판자(프랑스어: Catherine Samba-Panza, 1954년 6월 26일~)는 중앙아프리카 공화국의 7대 대통령으로, 수도 방기의 전 시장이다. 2014년 1월 21일에 임시 국회 결선 투표에서 대통령에 선출된 중앙아프리카 공화국 최초의 여성 대통령이다. 2016년까지 7대 대통령직을 역임하였다.

## 역대 선거 결과
| 선거명           | 직책명                       | 대수 | 정당   | 득표율 | 득표수  | 결과 | 당락 |
| ---------------- | ---------------------------- | ---- | ------ | ------ | ------- | ---- | ---- |
| 2020-2021년 선거 | 중앙아프리카 공화국의 대통령 | 8대  | 무소속 | 0.86%  | 5,526표 | 11위 | 낙선 |

## 같이 보기
- 중앙아프리카 공화국의 대통령